# Улица Аксакова (Орск)
У́лица Акса́кова (до 1960 года — у́лица Наго́рная) — улица в Октябрьском районе города Орска Оренбургской области. Расположена во входящем в состав города посёлке Победа. До 1960 года называлась улицей Нагорной; переименована решением исполкома горсовета № 27 от 21.01.1960 года, получив название в честь русского писателя Сергея Тимофеевича Аксакова.
Улица начала застраиваться во второй половине 1930-х годов. В настоящее время на улице расположено 2 одноэтажных кирпичных здания.